# Kanton Besançon-1
Kanton Besançon-1 (francouzsky Canton de Besançon-1) je francouzský kanton v departementu Doubs v regionu Burgundsko-Franche-Comté. Tvoří ho 7 obcí. Zřízen byl po reformě kantonů 2014.

## Obce kantonu
- Avanne-Aveney
- Besançon (část)
- Chemaudin et Vaux
- Dannemarie-sur-Crète
- Franois
- Grandfontaine
- Rancenay